# Veldspaatvervanger

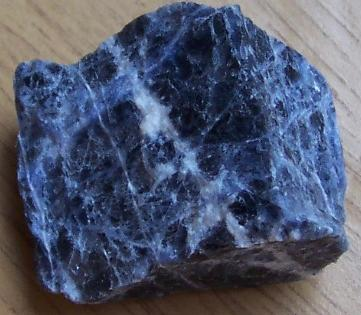
Sodaliet

Veldspaatvervangers, veldspatoïdes of foïdes (Engels: feldspathoids of foides) zijn een groep mineralen die tot de silicaten behoren. Veldspaatvervangers lijken in eigenschappen en samenstelling op de veldspaten, maar zijn onderverzadigd in silica. Ze komen voor in zeldzamere stollings- en metamorfe gesteenten.

## Eigenschappen
Alle veldspaatvervangers zijn tectosilicaten en bevatten meestal de elementen kalium, natrium, calcium en/of aluminium.

### Veldspaatvervangers
- Nefelien - (Na,K)AlSiO4
- Kalsiliet - KAlSiO4
- Leuciet - KAlSi2O6
- Noseaan - Na8Al6Si6O24(SO4)·(H2O)
- Sodaliet - Na8Al6Si6O24Cl2
- Lazuriet - Na3CaAl3Si3O12S
- Haüyn - Na4Ca2Al6Si6O22S2(SO4)Cl0,5
- Helviet - Mn2+4Be3(SiO4)3S
- Cancriniet - Na6Ca2Al6Si6O24(CO3)2
- Afghaniet - (Na,Ca,K)8(Si,Al)12O24(SO4,Cl,CO3)3·H2O
- Davyn - Na4K2Ca2Si6Al6O24(SO4)Cl2

## Voorkomen
De veldspaatvervangers komen voornamelijk voor in alkali-rijke stollingsgesteenten als syeniet. Ze kunnen ook ontstaan bij de verwering van veldspaat.